# 임동천
임동천(1992년 11월 13일 ~ )는 대한민국의 전 축구 선수로, 포지션은 수비수이다.